# 辛格爾頓冰原島峰
71°15′S 61°36′W / 71.250°S 61.600°W
辛格爾頓冰原島峰（英語：Singleton Nunatak），是南極洲的冰原島峰，位於帕爾默地，處於考夫曼冰川源頭以西，以英國研究隊的地質學家命名，現時由南極條約體系管理。